# Charles II. (Monaco)

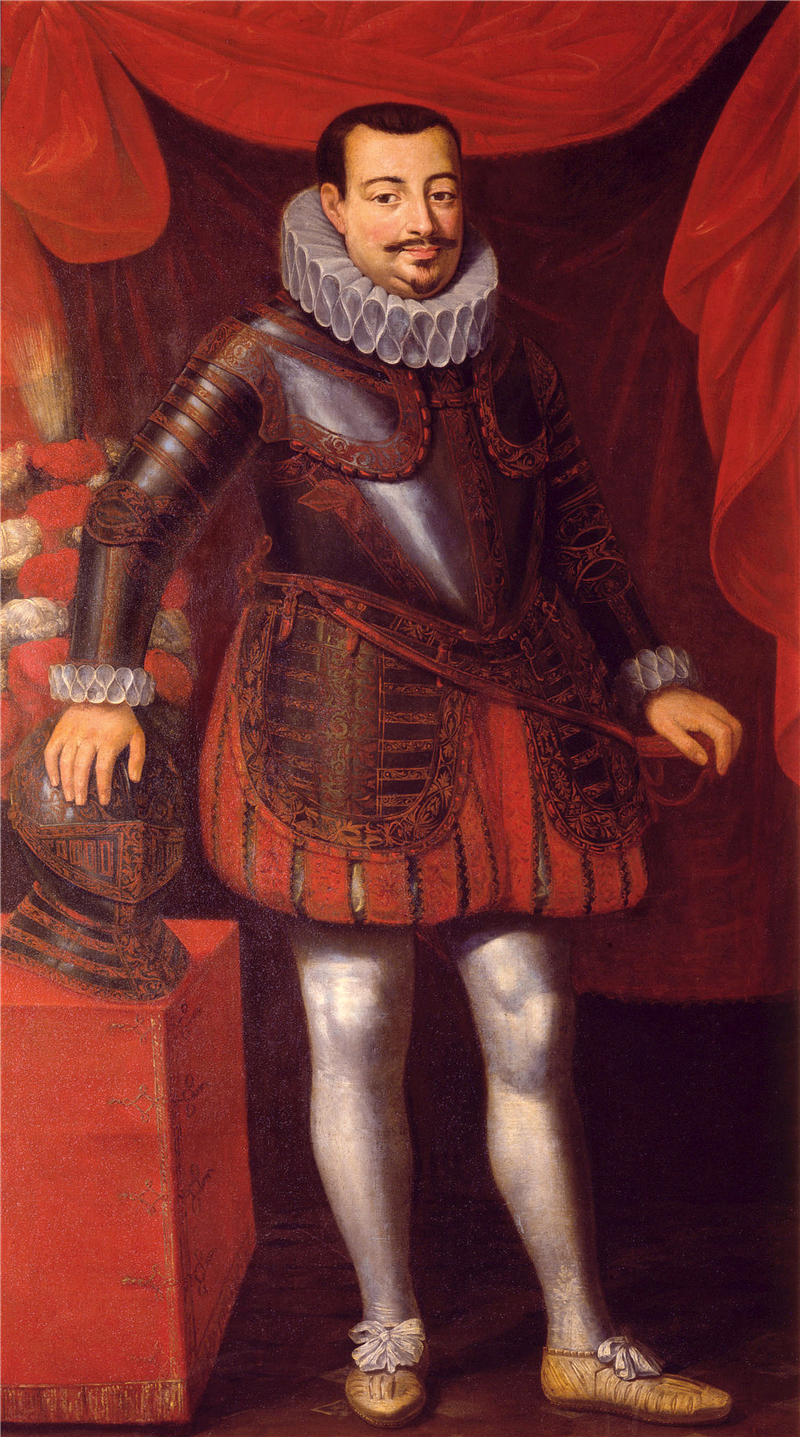
Charles II.

Charles II. von Monaco (* 26. Januar 1555; † 18. Mai 1589) aus der Familie der Grimaldi war von 1581 bis 1589 Herr von Monaco.
Charles war der Sohn von Honoré von Monaco. Er übernahm nach dessen Tod am 7. Oktober 1581 die Herrschaft über Monaco.
Anders als sein Vater war Charles stürmisch und impulsiv und zerstörte bald viele der von seinem Vater mit viel Diplomatie aufgebauten guten Beziehungen zu Genua, Savoyen und der Provence.
Er starb bereits nach acht Jahren Herrschaft im Mai 1589. Die Regierung übernahm der drittälteste seiner Brüder Hercule.